# 瓦特賽島
瓦特賽島是蘇格蘭的島嶼，位於大西洋海域，面積9.6平方公里，最高點海拔高度190米，2001年人口僅94。1853年9月，一艘從英國利物浦出發前往加拿大蒙特利爾的船隻擱淺，造成350人死亡。

## 外部連結
- Panorama of the West Bay on Vatersay (Annie Jane burial cairn and monument) (QuickTime required)

56°55′41″N 7°32′01″W / 56.92805°N 7.53357°W